# Cristina Nicolau
Pour les articles homonymes, voir Nicolau.
Cristina Elena Nicolau (née le 9 août 1977 à Bucarest et morte le 5 décembre 2017) est une athlète roumaine spécialiste du triple saut et du saut en longueur.

## Carrière
Cristina Nicolau remporte la médaille d'argent du triple saut aux Championnats d'Europe d'athlétisme en salle 2002 avec 14,63 m. Elle est devancée par la Russe Tatyana Lebedeva (14,68 m).
Elle meurt d'une longue maladie le 5 décembre 2017, à l'âge de 40 ans.

## Palmarès
| Date | Compétition                    | Lieu            | Résultat | Épreuve     | Marque  |
| ---- | ------------------------------ | --------------- | -------- | ----------- | ------- |
| 1993 | Championnats d’Europe juniors  | Saint-Sébastien | 3e       | Longueur    | 6,44 m  |
| 1995 | Championnats d’Europe juniors  | Nyiregyhaza     | 2e       | Longueur    | 6,35 m  |
| 1996 | Championnats du monde juniors  | Sydney          | 2e       | Longueur    | 6,47 m  |
| 1996 | Championnats du monde juniors  | Sydney          | 2e       | Triple saut | 13,64 m |
| 1997 | Championnats d’Europe espoirs  | Turku           | 2e       | Longueur    | 6,43 m  |
| 1997 | Championnats d’Europe espoirs  | Turku           | 1re      | Triple saut | 14,22 m |
| 1997 | Universiade                    | Catane          | 3e       | Longueur    | 6,40 m  |
| 1999 | Coupe d’Europe des nations     | Paris           | 1re      | Triple saut | 14,61 m |
| 1999 | Championnats d’Europe espoirs  | Göteborg        | 1re      | Triple saut | 14,70 m |
| 1999 | Championnats du monde          | Séville         | 8e       | Triple saut | 14,38 m |
| 2000 | Championnats d’Europe en salle | Gand            | 2e       | Triple saut | 14,63 m |
| 2000 | Jeux olympiques                | Sydney          | 6e       | Triple saut | 14,17 m |
| 2001 | Championnats du monde en salle | Lisbonne        | 6e       | Triple saut | 14,05 m |
| 2001 | Jeux de la Francophonie        | Ottawa          | 1re      | Triple saut | 14,62 m |
| 2001 | Championnats du monde          | Edmonton        | 6e       | Triple saut | 14,17 m |
| 2002 | Championnats d’Europe en salle | Vienne          | 5e       | Triple saut | 14,11 m |
| 2002 | Championnats d’Europe          | Munich          | 5e       | Triple saut | 14,39 m |

## Records
| Épreuve          | Performance | Lieu     | Date          |
| ---------------- | ----------- | -------- | ------------- |
| Saut en longueur | 6,65 m      | Annecy   | 23 juin 2002  |
| Triple saut      | 14,70 m     | Göteborg | 1er août 1999 |

| Épreuve          | Performance | Lieu     | Date            |
| ---------------- | ----------- | -------- | --------------- |
| Saut en longueur | 6,64 m      | Bucarest | 17 février 2002 |
| Triple saut      | 14,94 m     | Bucarest | 5 février 2000  |